# Phyllanthus skutchii
Phyllanthus skutchii är en emblikaväxtart som beskrevs av Paul Carpenter Standley. Phyllanthus skutchii ingår i släktet Phyllanthus och familjen emblikaväxter. Inga underarter finns listade i Catalogue of Life.